# 52681 Kelleghan
52681 Kelleghan este o planetă minoră (asteroid), cu un diametru de 7,507 km, din centura de asteroizi. A fost descoperită pe 27 februarie 1998 la Observatorul La Silla de Eric Walter Elst. 
Obiectul prezintă o orbită caracterizată de o semiaxă mare de 3,1825332904353 UAi, o excentricitate de 0,13558641499601, o înclinație de 0,92434248386428 ° în raport cu ecliptica.